# Leslie Hardy
Leslie Hardy är en amerikansk rockmusiker och skådespelare.
Leslie Hardy spelade bas i bandet Hole från 1992, då hon ersatte Jill Emery, till 1993, då hon lämnade bandet och blev utbytt mot Kristen Pfaff. Den enda inspelningen med Hole som Hardy var med på var på singeln Beautiful Son.
Senare har hon varit keyboardist i bandet Murder City Devils.

## Diskografi (urval)
- 1993 – Beautiful Son, singel, Hole

## Filmografi (urval)
- 1992 – Sneakers - spelade Gregors date